# Johann von Sievers (General, 1774)
Georg Joachim Johann von Sievers (* 1774 in Kiel; † 1843 in Sewastopol) war ein führender russischer General während des französischen Russlandfeldzuges und der anschließenden Befreiungskriege 1813–1815.

## Jugend
Georg Joachim Johann von Sievers war einer der Söhne von Gottlieb Christian von Sievers (1737–1810), der  aus der zweiten Ehe des 1725 in den russischen Adel aufgenommenen Miliz-Kapitäns Joachim Johann von Sievers (1674–1753) stammte. Karl von Sievers war ein älterer Halbbruder.
Christian von Sievers und sein Bruder David Reinhold von Sievers waren nach dem Tod ihres Vaters 1753 von den älteren Halbbrüdern in den großfürstlichen Anteil von Holstein geschickt worden. Dort heiratete er eine Kielerin, mit der er mindestens fünf Kinder hatte. Im Jahr 1765 fand Christian von Sievers eine Stellung als Oberst im Kaiserreich Russland und ab 1776 als Stadtvogt der russischen Stadt Tichwin.
Johann von Sievers absolvierte nach dem Schulbesuch in Kiel ab 1787 eine Artillerie- und Ingenieurschule in Russland.

## Militärkarriere
Im Jahr 1792 wurde Johann von Sievers als Unterleutnant in der russischen Armee eingestellt. Nach einer zügigen Karriere wurde er 1806 Artilleriechef der Moldauarmee und Generalmajor. 1810 zum Generalleutnant ernannt, übernahm er die Leitung der Artillerie der II. russischen Westarmee (1811) und im Kriegsjahr 1812 der III. russischen Westarmee. In den Befreiungskriegen war von Sievers u. a. bei der Schlacht bei Großgörschen für die russische Artillerie zuständig. Im Jahr 1831 nahm er seinen Abschied.

## Orden und Ehrungen
- Annenorden, 2. Klasse
- Orden des Heiligen Wladimir, 3. Klasse

## Nachkommen
Mit seiner Frau Maria Christina geb. Sievers hatte er folgende Kinder:
- Paul (1797–1803)
- Alexander (1798–1849), russischer Generalmajor
- Wilhelmine (1801–?)
- Konstantin (1804–?)

Von seinen zahlreichen Enkeln war Michael von Sievers (1834–1915) russischer General der Artillerie und Mitglied des Kriegsrates. Sein Urenkel Thadeus von Sievers (1853–1915) war ein russischer General im Ersten Weltkrieg.